# Мирешу Маре (Прахова)
Мирешу Маре (рум. Mireșu Mare) насеље је у Румунији у округу Прахова у општини Санђеру. Oпштина се налази на надморској висини од 238 m.

## Становништво
Према подацима из 2002. године у насељу је живело 1634 становника, од којих су сви румунске националности.